# Grande Porção de Lixo do Pacífico

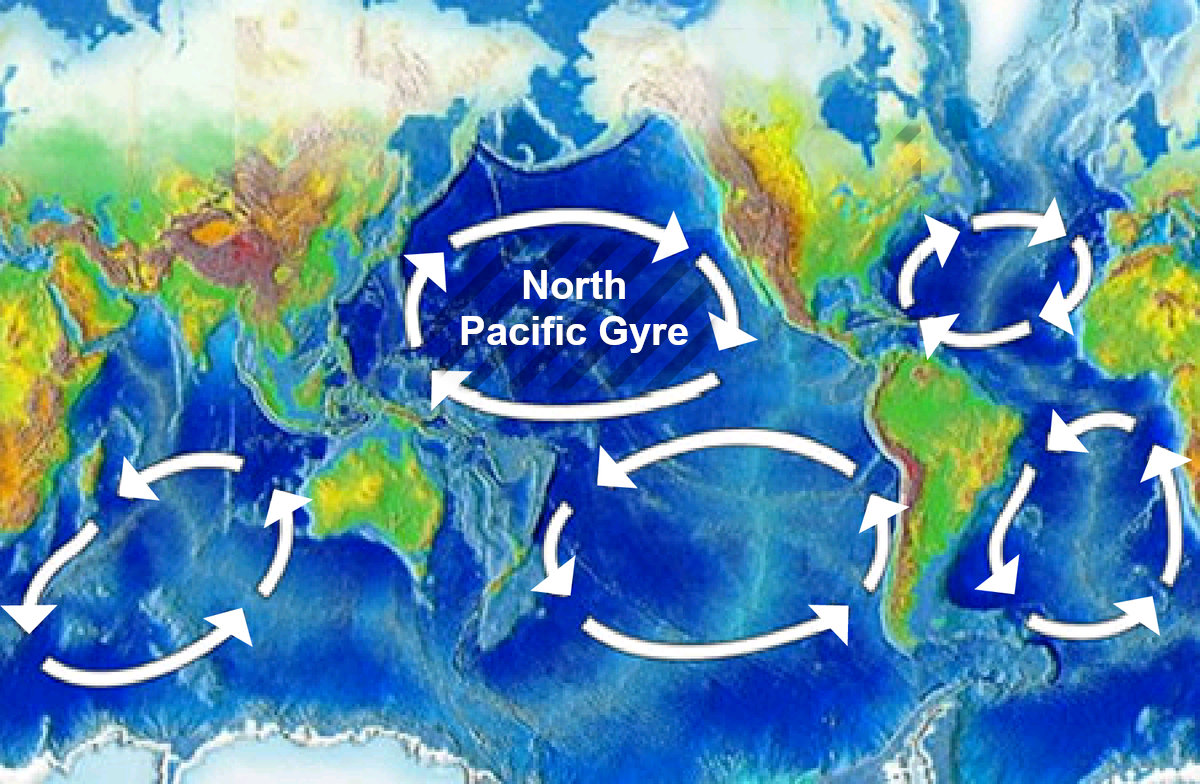
a Porção de Lixo é localizada no Giro Pacífico Norte, um dos cinco maiores giros oceânicos

A Grande Porção de Lixo do Pacífico, Grande Ilha de Lixo do Pacífico ou Grande Sopa de Lixo do Pacífico, tal como descrita principalmente pelo pesquisador Charles J. Moore desde 1997, em fevereiro de 2008 no site da BBC e no jornal britânico The Independent. É uma região do oceano Pacífico, na qual estimou-se que, em 2013, tinha o tamanho aproximado de 3,4 milhões km². Em 2018, o depósito de resíduos plásticos a flutuar no oceano entre a Califórnia e o Havaí foi estimado em conter pelo menos 79 000 toneladas de material espalhadas por 1,6 milhão de quilômetros quadrados  – e não para de crescer.
É composta principalmente de plástico, proveniente das costas marítimas, e é de difícil detecção, já que os satélites não conseguem captar sua presença, sendo possível avistá-la somente a partir de embarcações marítimas. Esta "massa plástica" flutua e se envolve no giro oceânico devido às correntes oceânicas.
Entre 2010 e 2011 ocorreu a Expedição Malaspina 2010, uma expedição científica que deu a volta ao mundo a bordo de dois navios oreográficos, com uma equipe de cientistas que puderam estudar e avaliar o impacto e quantidade de lixo plástico que flutua no Oceano Pacífico.
Em 27 de abril de 2013 foi anunciada a segunda tentativa de expedição do explorador francês Patrick Deixonne, que ambiciona dar visibilidade mundial à esta "catástrofe ecológica", contando com o apoio de um grupo de estudos para trazer imagens e observações científicas. Segundo o pesquisador, ecologistas e cientistas são os únicos interessados em sanar o problema, uma vez que a área oceânica onde se localizam a massa de dejetos "se encontra em águas pouco transitadas pela navegação mercantil e turística".

## Expedição Malaspina 2010

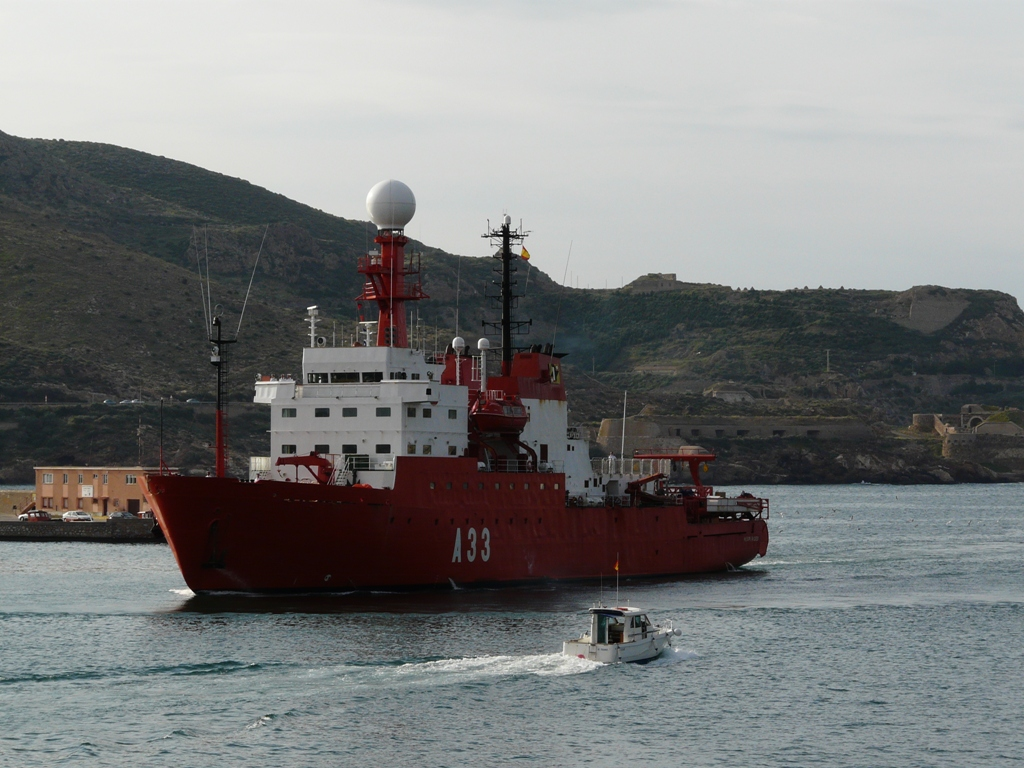
O navio "Hespérides" usado na Expedição Malaspina 2010

A Expedição Malaspina 2010 foi um empreendimento científico espanhol, que de oito a nove meses, entre os anos de 2010 e 2011, circum-navegou todos os oceanos da terra, com exceção das regiões polares. A expedição foi formada por uma equipe multidisciplinar que pôde estimar pela primeira vez a quantidade total de plástico que flutua nos mares da terra. Com base nas observações feitas, segundo o oceanógrafo, pesquisador e diretor do projeto, Carlos Duarte, a famosa ilha de plástico, supostamente localizada entre a costa estadunidense do Óregon ao Havaí, não existe. Andrés Cózar, um dos pesquisadores do projeto, afirma que os resultados do trabalho indicam que a quantidade estimada de plástico que flutua na superfície do oceano está entre 7 mil e 35 mil toneladas. Duarte  e Cózar concordam em dizer que estes resíduos plásticos estão concentrados em cinco grandes zonas de acumulação relativamente isoladas, onde a circulação oceânica introduz a poluição, e que a contaminação de plástico ali foi calculada em torno de 200 gramas por quilômetro quadrado,  onde por tanto, para Duarte, seria um exagero dizer que exista ilha ou ilhas de resíduos plásticos.
Para Cózar, uma das importantes conclusões do projeto é que este é um problema de escala global, onde por exemplo, 88% de todas as amostras recolhidas continham contaminação por resíduos de plásticos, resultado este que possibilitou ter um melhor panorama da magnitude do problema, que segundo Cózar, [mesmo não sendo uma ilha ou ilhas de lixo plástico] é grande.
É sabido que houve um aumento acentuado desta massa de resíduos plásticos flutuante entre as décadas de cinquenta e oitenta do século passado, mas que agora, apesar do crescimento contínuo da produção de materiais plásticos, esta massa aparentemente não está mais a aumentar. Segundo Duarte, cerca de 2% do plástico produzido no mundo chega até a costa, metade afunda na água, e a outra metade vai para a circulação oceânica, mas que na realidade a expedição encontrou apenas 1% daquilo que deveria haver. Eles especulam que talvez os plásticos estejam sendo degradados por microorganismos, ou se fragmentando em partículas tão pequenas que escapam da captura das redes de sondagem utilizadas pela equipe, ou que talvez alguns animais os estejam consumindo, ou ainda uma possível combinação de ambos os fatores. Mas a verdade é que não se sabe, com segurança, o que está havendo com os outros 99% do plástico que chega ao mar.

## Movimento para a criação de território reconhecido como país
Em 2017, um movimento liderado pela organização de defesa ambiental Plastic Oceans Foundation lançou uma campanha para tornar a ilha de lixo do Pacífico um país oficial. A organização apresentou o projeto à ONU, para o reconhecimento do que seria o 196.º país do mundo a integrá-la. O nome proposto para o território é Trash Isles (Ilhas de Lixo) e tem bandeira, passaporte, selos e moeda, chamada debris (melhor traduzido como entulho). Segundo os fundadores, até setembro de 2017, cerca de cem mil pessoas haviam se inscrito como "cidadãos" do novo país, incluindo Al Gore e Judi Dench. O objetivo é que, com o reconhecimento oficial do território, as Ilhas de Lixo tenham apoio de outros países para enfrentar a contínua devastação dos mares e oceanos do mundo. Segundo Gore, a intenção é "encolher essa nação. Não queremos acrescentar mais plástico. Os oceanos são cruciais para nossa sobrevivência e precisamos protegê-los".